# 三慶里
三慶里位於臺灣臺南市學甲區最北邊的一個里，包括舊有的頂洲里、紅茄里、新芳里，內有「倒風内海」村莊、百年傳統的「放鴿笭」比賽，以及著名景點—「頑皮世界野生動物園」、還有西瓜節等特產活動。

## 地理
三慶里是臺灣臺南市學甲區最北邊的一個行政區域，北臨八掌溪，南濱急水溪，並有新田寮大排流經其中。地理位置西接北門區，東連鹽水區，北與嘉義縣義竹鄉相鄰。

## 地名由來
三慶里為頂洲里、紅茄里、新芳里合併而成，包括了原先的溪洲仔寮（上溪洲、頂溪洲）、紅茄萣、倒風寮（今新芳）、紅蝦港。
頂洲里位於八掌溪岸，且地處北方（頂頭）故稱「上溪洲」或「頂溪洲」，二戰後命名為「頂洲」；民國五十七年（一九六八）因學甲升格為鎮，也更動為「頂洲里」。
紅茄里，早期急水溪支流經過處遍生紅骨茄定樹，即海茄苳紅樹林，故名「紅茄萣」，戰後設村, 更名為「紅茄村」。民國五十七年（一九六八）因學甲升格爲鎮，也更動為「紅茄里」。
新芳里，濱臨急水溪北岸和「田寮大排」，舊稱「倒風寮」，因位於倒風內海之畔。戰後設村，首任村長朱景祥易名為「新芳村」，表示「新村永遠芬芳」，民國五十七年（一九六八）因學甲升格局鎮，也更動為「新芳里」。

## 聚落歷史
頂洲里又名「溪洲仔寮」，因初移居此地者多在浮洲搭寮、闢田墾殖。起初由郭姓所移墾，後繼續繁衍分成「八房」。為與原居地「下溪洲」有所分別，此地位處北方，乃稱「上溪洲」或「頂溪洲」,日治時期為「溪洲仔寮一保」。
紅茄里位在學甲鎮北郊，早期急水溪經過之處生長許多紅骨茄定樹，移墾此地的人多在周圍築居，故名之為「紅茄萣仔」，但今急水溪改道樹也不復見。此地地勢低窪，土地貧瘠鹽分含量高，日治時期此地設保爲「溪洲仔寮二保」。
新芳里在學甲鎮西北郊，有「倒風寮」和「紅蝦港」兩庒。
倒風寮日治時期曾為急水溪支流的渡頭，爲倒風内海沿岸村庄，是倒風内海中唯一留「倒風」 之名的地方。台南西部有二個內海，北為「倒風內海」，南為「台江內海」。「倒風内海」又名「倒港」（倒風港）之由來，是因為東北季風吹拂時，受海岸地形之影響，風由陸地吹向海面，港內「水深浪湧」，船隻進港時得需逆風航行,即所謂「倒捲風」（to-kng-hong）之意。
倒風寮在清中葉後由學甲區後社李姓、將軍區漚汪西甲高姓、北門區蚵寮洪姓和和布袋鎭新塭蘇姓等人共同開墾，其中以蘇、李為大姓，也是「學甲十三庄」之一，在日治時期為「溪洲仔寮三保」。
紅蝦港位在「倒風寮」西南方，村庄原在急水溪南岸，原有一小港口，港中盛產紅蝦，而有「紅蝦港」之稱，並以此地特産蕃薯和澎湖人交換蚵、螺鹽漬物品，後因急水溪改道，原處成為陸地，易位於急水溪北岸，在清光緒十二年（一八八六）時，由學甲「七塊厝」（今煥昌里）李氏後裔李變、李梓和李入等人所入墾。李姓為大姓，另有吳、蘇、郭等姓。

## 教育
三慶里有一間小學為頂洲國小，最早於西元一九一八年三月三月三十一日設置學甲公學校頂溪洲分校，於一九二二年三月二十八日獨立為溪洲公學校，於西元一九四一年四月一日改稱為頂洲國民學校，於西元一九六八年八月一日改稱為台南縣學甲鎮頂洲國民小學。縣市升格後，現為台南市學甲區頂洲國小，也是典型的綠色學校。
在市府及教育局的協助下，頂洲國小拆除危險校舍，並於西元二零二一年完成校舍新建，外型為雙層鴿笭和西瓜意象，融合頂洲、紅茄社區百年特色的鴿笭文化和西瓜產業。其中，建置普通教室六間、音樂教室二間、舞蹈教室二間、繪畫教室二間。該校舍的建築獲高雄市建築師公會「2020仁和賞—學校教育類優選獎」。統一集團創辦人高清愿也畢業本校。

## 文化資源/文化資產
此地為典型農業聚落，有百年傳統的「放鴿笭」比賽，每年農暦二、三月，風力較小時，讓經過長期訓練可負重的紅腳鴿子，背著鴿笭，飛回自己的庄頭。
據傳古時軍營與軍營之間，是以信鴿傳遞消息。到鄭成功來台後，部隊士兵之間，也會以信鴿來傳遞訊息，將竹哨插在鴿子的尾羽上，當鴿子一飛，竹哨聲響徹雲霄，這也在軍營裡成為聯繫和趣味的活動。
2014年獲列為臺南市定民俗，由台南市政府文化局主辦鴿笭文化季（Tainan Pigeon Whistle Culture Festival），自2017年起於每年3-5月期間舉行之放鴿笭活動，地點位於鹽水、學甲、新營。
「放鴿笭」為傳承百年的民俗活動，當初就以紅茄和頂洲這兩個部落為主要的賽區，鴿子所揹著的笭，是指裝在鴿子尾部，類似變形的二筒哨子，隨著鴿子在空中飛，發出嗡嗡聲響。因為這些鴿子腳都是紅色，也稱「紅腳」，鴿笭也稱「紅腳笭」。鴿笭有不同尺寸重量，計算方式是以揹回最多鴿笭數量的村莊優勝，並以辦桌請客作為結尾。這樣的活動聯誼各庄情感，已成為深具農村特色一種無形文化資產。鴿笭是由木工師傅特別手工製作，但目前師傅已剩下個位數，是需設法保存的傳統文化。

## 景點
三慶里有學甲著名景點—「頑皮世界野生動物園」，於西元1994年正式開園，佔地面積約有二十公頃。它是亞洲第一座野生動物園，也是第一家擁有旅遊標章的動物園。該園為南台灣大的野生動物園，曾入選為南瀛百景之一。也被東南亞動物園暨水族館協會（SEAZA）行文認定，成為該協會在台灣首家核准通過的民營野生動物園。也是東南亞最大的兩棲爬蟲博物館，內有來自全世界各國珍貴稀奇的兩百多種兩棲爬蟲類。
園區主要飼養三百多種溫馴可愛動物，包含長頸鹿、水豚、 大象、科摩多龍、企鵝等等。
園區最有特色之處是不關籠放養，沒有鐵網、欄的區隔，也可觸摸、餵食動物，近距離與動物互動。另一大特色是可看到孔雀、鸚鵡、綠頭鴨等鳥禽類在身旁自由活動、停留的畫面。
頑皮世界於2026年重建遊樂館，取名為《守護者星際訓練館》，設置急速飛碟、尖叫飛船等五款新遊樂設施。

## 特色農產/西瓜節
三慶里的頂洲及紅茄位於八掌溪河畔，因倒風內海的沙洲浮覆地，其土質為帶有鹽分的砂質土壤與合宜的溫度，適合種植各種瓜類，也為學甲大西瓜為主要培植區域。九十八年起首次辦理西瓜節，由市府與學甲區公所共同協助農友行銷。 之後，在每年西瓜盛產期，四月下旬至五月間舉行，評選出西瓜王，為當地重要產銷活動之一。